# Moshe Bejski
 (mai 2022).
La mise en forme du texte ne suit pas les recommandations de Wikipédia : il faut le « wikifier ».
Les points d'amélioration suivants sont les cas les plus fréquents :
- Les titres sont pré-formatés par le logiciel. Ils ne sont ni en capitales, ni en gras.
- Le texte ne doit pas être écrit en capitales (les noms de famille non plus), ni en gras, ni en italique, ni en « petit »…
- Le gras n'est utilisé que pour surligner le titre de l'article dans l'introduction, une seule fois.
- L'italique est rarement utilisé : mots en langue étrangère, titres d'œuvres, noms de bateaux, etc.
- Les citations ne sont pas en italique mais en corps de texte normal. Elles sont entourées par des guillemets français : « et ».
- Les listes à puces sont à éviter, des paragraphes rédigés étant largement préférés. Les tableaux sont à réserver à la présentation de données structurées (résultats, etc.).
- Les appels de note de bas de page (petits chiffres en exposant, introduits par l'outil «  Source ») sont à placer entre la fin de phrase et le point final[comme ça].
- Les liens internes (vers d'autres articles de Wikipédia) sont à choisir avec parcimonie. Créez des liens vers des articles approfondissant le sujet. Les termes génériques sans rapport avec le sujet sont à éviter, ainsi que les répétitions de liens vers un même terme.
- Les liens externes sont à placer uniquement dans une section « Liens externes », à la fin de l'article. Ces liens sont à choisir avec parcimonie suivant les règles définies. Si un lien sert de source à l'article, son insertion dans le texte est à faire par les notes de bas de page.
- La présentation des références doit suivre les conventions bibliographiques. Il est recommandé d'utiliser les modèles {{Ouvrage}}, {{Chapitre}}, {{Article}}, {{Lien web}} et/ou {{Bibliographie}}. Le mode d'édition visuel peut mettre en forme automatiquement les références.
- Insérer une infobox (cadre d'informations à droite) n'est pas obligatoire pour parachever la mise en page.

Pour une aide détaillée, merci de consulter Aide:Wikification.
Si vous pensez que ces points ont été résolus, vous pouvez retirer ce bandeau et améliorer la mise en forme d'un autre article.
 (mai 2022).
Si vous disposez d'ouvrages ou d'articles de référence ou si vous connaissez des sites web de qualité traitant du thème abordé ici, merci de compléter l'article en donnant les références utiles à sa vérifiabilité et en les liant à la section « Notes et références ».
Moshe Bejski ( hébreu : משה בייסקי 29 décembre 1921 - 6 mars 2007) est un juge de la Cour suprême israélienne d'origine polonaise et président de la Commission des Justes parmi les Nations de Yad Vashem.
Après avoir survécu à l'Holocauste avec l'aide d'Oskar Schindler, Bejski a immigré en Israël.
En 1961, il témoigne de ses expériences durant la Shoah lors du procès d'Adolf Eichmann.
Il siège au tribunal de district de Tel Aviv-Yafo de 1968 à 1979 puis à la Cour suprême d'Israël de 1979 à 1991.
Président de la Righteous Commission de 1975 à 1991, il aide à honorer des milliers de sauveteurs de l'Holocauste.
Il dirige également la Commission Bejski à la suite de la crise des actions bancaires israéliennes de 1983, qui a conduit à la nationalisation de la plupart des grandes banques israéliennes.

## Biographie

### Enfance en Pologne
Moshe Bejski est né dans le village de Działoszyce, près de Cracovie, en Pologne, le 29 décembre 1920. Au cours de sa jeunesse, il a rejoint une organisation sioniste qui a organisé le déplacement de jeunes Juifs polonais vers la Palestine mandataire pour construire une nouvelle nation dans la « terre promise juive ». Cependant, il n'a pas pu partir pour la Palestine avec sa famille avant l'invasion de la Pologne en 1939 en raison de problèmes de santé. 

### L'Holocauste
L'occupation allemande de Cracovie a commencé le 6 septembre 1939. Les Juifs de la région ont été assassinés ou obligés de vivre dans le ghetto de Cracovie. Les parents et la sœur de Bejski ont été abattus peu de temps après leur séparation. En 1942, Bejski, avec ses frères Uri et Dov, se retrouve dans le camp de travaux forcés de Płaszów.
Sur le papier, les frères étaient répertoriés comme monteur de machines et dessinateur, mais Uri avait une expertise dans les armes et Moshe était devenu un faussaire de documents qualifié. Tout au long de la guerre, Moshe Bejski a aidé à falsifier des papiers et des passeports que d'autres détenus et Schindler ont utilisés pour faire passer des ressources aux Juifs ou pour mettre les Juifs hors de danger. 
Lui et ses frères ont finalement été placés sur la fameuse liste de l'usine d'Oskar Schindler en Tchécoslovaquie occupée, où ils ont passé le reste de la guerre dans une relative sécurité. Ils sont libérés par l'Armée rouge en mai 1945. Lorsque les frères découvrent le sort de leurs parents et de leur sœur, ils décident d'émigrer en Israël.

### Nouvelle vie en Israël
Bejski a pu commencer une nouvelle vie à l'endroit de ses rêves qu'il n'avait pas pu atteindre lorsqu'il était enfant, mais son rêve sioniste s'est rapidement heurté à la réalité. Son frère Uri a été tué par un sniper arabe le jour où l'État juif a été reconnu par l'ONU. Il a servi dans les Forces de défense israéliennes pendant la guerre israélo-arabe de 1948, atteignant le grade de capitaine. En 1949, il est envoyé en France pour diriger le département de l'Alyah de la jeunesse en Europe et en Afrique du Nord jusqu'en 1952. Bien qu'il ait initialement rêvé de devenir ingénieur, Bejski obtient sa licence en droit à la Sorbonne en 1951 et obtient un doctorat en droit pour une thèse sur les droits de l'homme dans la Bible. Après son retour en Israël, il a été certifié comme avocat en 1953 et est devenu l'un des avocats les plus réputés de Tel-Aviv. Il a été nommé juge d'instance en 1960, juge de district de Tel Aviv-Yafo de 1968 à 1979 et juge à la Cour suprême d'Israël pendant 12 ans, de 1979 à 1991. Il a également enseigné des cours de droit à l'Université hébraïque de Jérusalem et l'Université de Tel-Aviv de 1960 à 1969. 

### Le procès Eichmann
Moshe Bejski a laissé son passé en Pologne derrière lui. Pendant des années, personne ne connaissait son histoire ; on pensait généralement qu'il était un sioniste venu en Palestine avant la persécution nazie ou même un Israélien de naissance. Il n'a volontairement révélé son histoire et ses origines qu'en 1961, lors du procès de l'architecte de l'Holocauste Adolf Eichmann. Il a été appelé par le procureur principal de l'État, Gideon Hausner, à témoigner sur le camp de concentration de Płaszów. Bejski a livré un récit émouvant des circonstances du camp et il a fait part au tribunal des nombreux crimes qui y ont été commis. 
Pour la première fois en Israël, le profond malaise des réfugiés européens rescapés de l'Holocauste a été révélé. Il y avait ceux qui étaient incapables de s'intégrer et d'être acceptés par une population qui les méprisait et les accusait de lâcheté et de manque de rébellion contre les nazis. Un débat s'est ouvert dans le monde entier, également attisé par l'apport polémique d'Hannah Arendt, philosophe allemande d'origine juive qui s'est enfuie en Amérique dans les années 1930. Les difficultés liées à l'histoire des Juifs pendant la Seconde Guerre mondiale ont été divulguées.

### Président de la Commission des Justes
Le Mémorial Yad Vashem a été créé à Jérusalem pour le souvenir éternel et la reconnaissance des victimes de l'Holocauste. En 1953, l'État d'Israël s'est engagé à honorer les Gentils qui avaient sauvé des vies juives. Ils ont reçu le titre de Justes parmi les Nations.
La Commission Juste a été créée et chargée de mener des enquêtes pour découvrir les actes de sauvetage et de trouver à qui le titre doit être décerné. Le juge le plus connu d'Israël à l'époque, Moshe Landau, qui avait présidé le procès Eichmann et prononcé le verdict de mort, a été nommé président. Landau a rapidement quitté le poste et a proposé que la nomination soit donnée à Bejski. Bejski l'a remplacé en 1970 et a conservé la présidence jusqu'en 1995, date à laquelle il a pris sa retraite. À cette époque, près de dix-huit mille Justes avaient été honorés et avaient pu planter un arbre dans l'allée dédiée à leur mémoire et à leurs gestes à Yad Vashem.
Bejski s'est engagé à aider d'autres Justes en plus de Schindler. Il s'est battu pour obtenir l'engagement du gouvernement israélien d'aider financièrement ceux qui vivaient dans la précarité, dont beaucoup en Europe de l'Est, et d'aider également ceux qui avaient besoin d'une assistance médicale.

### Commission Bejski
Au lendemain de la crise des actions bancaires israéliennes de 1983, la Commission Bejski a été formée, avec Moshe Bejski comme président. Cela a conduit à la nationalisation de la plupart des grandes banques israéliennes. Son rapport, publié le 16 avril 1986, concluait que les grandes banques israéliennes avaient truqué le prix des actions bancaires pendant une longue période et appelait au limogeage ou à la démission de nombreux dirigeants du système bancaire israélien. 16 des plus hauts responsables de la banque et des finances gouvernementales d'Israël ont été censurés, ont démissionné ou ont été autrement punis pour leurs actions. 

### Mort et héritage
Bejski est décédé à Tel Aviv, Israël, le 6 mars 2007, à l'âge de 85 ans. 
Bejksi est mentionné à plusieurs reprises dans les livres de survivants de l'Holocauste, dont Night d'Elie Wiesel. Sa réponse à la question philosophique posée dans les mémoires sur l'Holocauste The Sunflower: On the Possibilities and Limits of Forgiveness de Simon Wiesenthal est présentée dans les éditions actuelles du livre. 